# حمیدرضا چیتگر
حمیدرضا چیتگر معروف به حمید بهمنی (زاده ۱۶ تیر ۱۳۲۸ – درگذشته ۲۱ تیر ۱۳۶۶) سیاستمدار سوسیالیست تبعیدی ایرانی و عضو بلندپایه حزب کار ایران (توفان) بود که پس از انقلاب ۱۳۵۷ در فرانسه زندگی می‌کرد و توسط حکومت جمهوری اسلامی در اتریش ترور شد.

## سنین جوانی و تحصیل
حمیدرضا چیتگر در سال ۱۹۴۹ در شهر بابل در استان مازندران متولد شد. وی پس از پایان تحصیلات خود در رشته مهندسی در تهران، در اواسط دهه ۱۹۷۰ کارشناسی ارشد خود را در استراسبورگ، فرانسه دنبال کرد.

## دستگیری
وی به ایران بازگشت و در طول انقلاب و پس از انقلاب فعالیت سیاسی داشت. وی یک بار به دلیل انتشارات مؤسسه انتشارات خود (که مطالب سیاسی و غیرسیاسی منتشر می‌کرد) توسط سپاه پاسداران دستگیر شد. او را به زندان اوین بردند و به زودی به چاپخانه اش بردند تا دیگر فعالان سیاسی را فریب دهد. وی توانست فرار کند و ۶ ماه در زیر زمین زندگی کرد تا اینکه در سال ۱۹۸۳ به فرانسه گریخت و در آنجا پناهندگی سیاسی گرفت.

## تبعید
چیتگر عضوی از رهبران حزب کار ایران (توفان) بود. وی در طول اقامت خود در فرانسه از ایده مقاومت مسلحانه فاصله گرفت. وی نماینده حزب کار ایران (توفان) در شورای مقاومت ملی بود و قبل از ترور عضو این شورا بود.

## ترور
به گفته یک منبع نزدیک، شخصی به نام علی آمیزتاب دو سال قبل از قتل با چیتگر از ایران مکاتبه کرده و ارتباط منظمی با او برقرار کرده‌است. وی در نامه‌های خود دربارهٔ تأسیس گروهی از هواداران حزب کار ایران (توفان) در ایران نوشت. سرانجام، او خواست که شخصاً با چیتگر دیدار کند و جلسه ای را در وین، اتریش ترتیب دهد. چیتگر که هرگز تنها سفر نمی‌کرد و به گفتگوی خود اعتماد نداشت سعی داشت دوستانی پیدا کند تا با او سفر کنند. به دلایل مختلف، کسی در دسترس نبود و چیتگر تصمیم گرفت که تنها برود. در ۱۹ مه ۱۹۸۷، وی برای دیدار با این مرد به وین سفر کرد.
همسرش هیچ خبری از او دریافت نکرد و پس از چند روز به جستجوی وی پرداخت و پلیس اتریش را مطلع کرد. تلاش همسر و خانواده او بی‌نتیجه ماند تا اینکه همسایگان آپارتمان، جایی که چیتگر قتل شد، از بوی آن شکایت کردند و پلیس در ۱۷ ژوئیه، دو ماه پس از قتل، جسد او را کشف کرد. او از ناحیه پشت سر دو گلوله خورده بود.
طبق گفته پلیس اتریش، این آپارتمان به مدت سه ماه توسط فردی با گذرنامه ترکیه اجاره شده بود. اجاره به‌طور کامل پرداخت شد. تلاش‌های وکیل خانواده برای تشویق تحقیقات و کسب اطلاعات بیشتر موفقیت‌آمیز نبود. مقامات اتریشی خاطرنشان کردند که تحقیقات در مورد ترور چیتگر دشوار بود زیرا نماینده جمهوری اسلامی پاسپورت ترکیه ای داشت و برای آمدن به اتریش به ویزا احتیاج نداشت. هیچ اطلاعات دیگری به خانواده داده نشده‌است.
این ترور در مطبوعات محلی بسیار منتشر شد و موجی از اعتراض گروه‌های سیاسی ایران و اروپا را در پی داشت. پیکر حمیدرضا چیتگر در ۸ اوت ۱۹۸۷ در گورستان پر-لاشز در پاریس به خاک سپرده شد.

## تحقیقات بیشتر
رضا علامه زاده، سازنده فیلم هلندی متولد ایران، مستندی دربارهٔ تروریسم دولتی دولت اسلامی ایران در کشورهای اروپایی، جنایت مقدس، که در آن پرونده آقای چیتگر در میان بسیاری دیگر مانند شاپور بختیار نخست‌وزیر پیشین ایران ارائه شد. بختیار که در زمان تبعید فرانسه خود نیز ترور شده بود.